# Primer gobierno de Michelle Bachelet
El primer gobierno de la presidenta Michelle Bachelet Jeria se desarrolló entre marzo de 2006 y marzo de 2010. Luego de las elecciones presidenciales realizadas en Chile el año 2005, Michelle Bachelet triunfó sobre el candidato de la Alianza por Chile,  Sebastián Piñera, siendo la primera mujer en alcanzar la presidencia del país.

## Presidencia

### Ceremonia de cambio de mando
El 11 de marzo de 2006 se realizó la ceremonia de trasmisión del mando ante el Congreso Pleno en Valparaíso, donde prestó la promesa de rigor, asumiendo exactamente a las 12:13 (hora de Chile) e iniciando de inmediato sus funciones.
Su primer acto como presidenta de la República fue el nombramiento y toma de juramento o promesa de sus ministros de Estado. Luego realizó una reunión cumbre junto a sus ministros y los representantes extranjeros en Valparaíso, para finalmente realizar un acto ciudadano en Casablanca. Tras eso, regresó a Santiago para ser recibida por una multitud en la Plaza de la Constitución frente al Palacio de La Moneda.

«Muchas gracias, amigos y amigas, muchas gracias, porque quiero que Chile sea de todas y todos, porque quiero que Chile sea la patria que todos queremos que sea. Por eso vamos a trabajar con fuerza, con energía, para que nuestra patria sea más justa, más humana, más solidaria, más igualitaria. Porque ese es el sueño que todos los que estamos aquí compartimos, ese es el sueño que recorre nuestro país de Arica hasta la Antártica Chilena».
Michelle Bachelet Jeria, discurso en el balcón del Palacio de la Moneda, 11 de marzo de 2006

### Primeros 100 días

Emblema del Gobierno de Chile durante el gobierno de Bachelet.

El 13 de marzo, Bachelet aplicó su primera medida presidencial de importancia: la gratuidad inmediata en el sistema de salud público a mayores de 60 años, que rápidamente entró en ejecución, y la creación de una comisión especial para trabajar en la reforma al sistema previsional, integrada por miembros de gobierno y de oposición. Así durante los primeros meses de su gestión, el gobierno de Bachelet se concentró en dar cumplimiento a las "36 medidas para los primeros 100 días" que había prometido durante su campaña. Uno de los puntos importantes fue la conformación de una comisión a cargo de Edgardo Boeninger para estudiar la reforma al sistema electoral binominal, en la que sin embargo se automarginaron los principales partidos de la oposición.
Su gobierno comienza con algunas medidas polémicas como el alza de las contribuciones producto de la aplicación de la denominada Ley de Rentas Municipales II, la aprobación del proyecto de ley para regular la subcontratación laboral nacido en la administración anterior (y que provocó cierta división dentro de la Concertación y el rechazo de la Alianza y del mundo empresarial), y el descubrimiento de errores en la identificación de detenidos desaparecidos hace una década en el llamado Patio 29 del Cementerio General de Santiago. En tanto, el 2 de mayo del 2006 Bachelet promulgó la nueva ley que regula el consumo de tabaco.
El día 21 de mayo de 2006, dio su primer discurso sobre la situación de Chile en el Salón de Honor del Congreso Nacional. En su discurso mencionó la entrega de bonos de invierno a las familias más pobres del país, una reforma a la salud chilena a costa de los dineros del cobre, la construcción de nuevos hospitales y la creación de los Ministerios de Seguridad Ciudadana y del Medio Ambiente.
A fines de mayo, el gobierno comienza a sufrir de diversos problemas y a enfrentar numerosas críticas. Bachelet anuncia que las 36 medidas comprometidas fueron cumplidas, pero algunos sectores lo niegan, ya que varias de estas medidas requerían de proyectos de ley aún no aprobados por el Congreso y que otras estaban aún en proceso de ejecución. Sin embargo, el mayor problema se originó con la serie de protestas estudiantiles que comenzaron a producirse a inicios del mismo mes en algunos liceos de Santiago exigiendo reformas a la Educación chilena. En un comienzo, las protestas produjeron actos de violencia lo que motivó la molestia del gobierno que ignoró sus peticiones, pero, con el correr de los días, los paros indefinidos y las tomas de los establecimientos se extendieron al resto del país.

## Política educacional

### Evolución de indicadores
De acuerdo a las cifras de la Dirección de Presupuestos del Ministerio de Hacienda, el presupuesto ejecutado del Ministerio de Educación —relacionados con los respectivos proyectos presupuestarios 2006-2008 para la cartera— aumentó en términos reales un 43,85 % durante el período 2007-2010; de este monto, y en términos nominales, el presupuesto destinado a subvenciones aumentó en 33,37 % mientras que aquel destinado a educación superior creció en 111,65 %.
Desde 2006 a 2008, la cobertura en la educación preescolar para los establecimientos bajo supervisión de la Junta Nacional de Jardines Infantiles (JUNJI) subió 22,54 %, mientras que durante el mismo período la matrícula a nivel nacional  aumentó en 14,71 %.

### Movimiento estudiantil de 2006
El 30 de mayo, cerca de 800 000 estudiantes (aproximadamente el 80 % de escolares secundarios chilenos) acudieron a un llamado a paro nacional convocado por las asambleas estudiantiles, a pesar de las mesas de diálogo establecidas paralelamente con el ministro de Educación Martín Zilic. El 1 de junio, Bachelet —enfrentando amenazas de los estudiantes universitarios, profesores, apoderados, agrupaciones de trabajadores y partidos políticos de convocar a un nuevo paro nacional si sus demandas no eran acogidas de forma definitiva, y luego que surgieron fuertes críticas por no haber dado importancia al conflicto desde su origen— se dirigió a la Nación por primera vez a través de cadena nacional de televisión y radio anunciando soluciones a la mayoría de las demandas de los estudiantes. A pesar del anuncio, los secundarios participaron en una nueva movilización nacional, el 5 de junio, pero el movimiento comenzó a decaer a lo largo de la semana hasta que finalmente el movimiento depuso sus acciones el 9.
Los paros reflejaron una serie de descoordinaciones entre el gabinete político y los ministerios sectoriales, y que derivó el 14 de julio de 2006, en los primeros cambios a su gabinete, removiendo a los ministros del Interior; de Economía, Fomento y Reconstrucción; y de Educación. Adicionalmente, el movimiento estudiantil incentivó la presentación de un proyecto de ley generación de educación por parte del gobierno de Bachelet el 9 de abril de 2007, y que incluyó, entre otras materias, la propuesta de prohibir lucrar con recursos públicos y la eliminación de sistemas de selección de alumnos hasta octavo grado básico:

«A partir de esta ley, los recursos públicos entregados a las entidades educativas deberán ser destinados precisamente al cumplimiento de la función educativa, porque para eso son los recursos públicos, para ser invertidos en educación y nada más que educación» (Michelle Bachelet, 9 de mayo de 2007).

«Desde los inicios del sistema educacional chileno la docencia ha sido prestada, además de por la escuela pública y el liceo fiscal, por entidades privadas de naturaleza filantrópica o religiosa, dando así origen a nuestro actual sistema mixto, público-privado de educación. El proyecto se entronca con esa tradición republicana concibiendo a los sostenedores como cooperadores de la función pública y, por ende, alejadas de toda pretensión de lucro».
«Es por esta naturaleza social del derecho a la educación que se entiende como ajeno a esta actividad la obtención del lucro».
(Michelle Bachelet, Mensaje con el que inicia el proyecto de Ley General de Educación, 2007).

El artículo que eliminaba el lucro en la educación sería rechazado categóricamente por el representante de los colegios particulares subvencionados y los partidos de la oposición, mientras que recibió ciertas aprehensiones por parte de algunos parlamentarios de la Democracia Cristiana.
Finalmente, se promulgó una Nueva Ley General de Educación —Ley N° 20.370— que representó un marco normativo para una nueva institucionalidad educacional, complementado con un Proyecto de Ley sobre Sistema Nacional de Aseguramiento de la Calidad de la Educación Parvularia, Básica y Media.

## Política habitacional
Durante junio se sumaron nuevas críticas, esta vez en el área de vivienda al conocerse la entrega de algunas viviendas sociales de hasta 9 m². Así, como medida presidencial se realizó una completa revisión de las políticas habitacionales, que propendían a entregar en ciertos casos soluciones habitacionales de baja calidad o que incentivaban la segregación, derivando en una nueva Política Urbano Habitacional en Chile de al menos US$1.500 millones que finalmente consideró: (a) la entrega de 223 mil subsidios a través de los denominados Fondo Solidario y Subsidio Rural (entre 2007 y 2010); (b) Aumento del subsidio entregado a vivienda en 50 UF destinado a mejoras en la calidad; (c) 280 mil subsidios de ampliación y mejoramiento para viviendas sociales antiguas, consientes que el proceso de remodelación se da de manera natural en casi la totalidad de las viviendas entregadas.
Al finalizar el gobierno de Bachelet, se ha producido una reducción del 14,3 % en el déficit habitacional que a nivel país, se entregaron un promedio de 104 302 soluciones habitacionales por año y un promedio de 60 785 subsidios por año destinados a reparaciones de viviendas, ambas cifras significativamente superiores a los de sus predecesores.

## Crisis política
Por otro lado, el 11 de julio del mismo año hubo un gran temporal que afectó al centro y sur de Chile, dejando miles de damnificados y terrenos completamente inundados. Luego del desmoronamiento de casas, Bachelet declara zona de catástrofe a la VIII Región del Biobío y viaja hasta la zona. En Chiguayante, enfrenta las críticas de algunos pobladores que la acusan de visitarlos para subir en las encuestas, lo que motivó la respuesta de la mandataria.

Ya dije que lo que corresponde es que un presidente esté donde tiene que estar, (...) no calculando cosas de otro tipo, voy a estar porque es necesario que los presidentes estemos donde están los problemas, donde la gente está sufriendo
Michelle Bachelet, 13 de julio de 2006

El 14 de julio de 2006, Bachelet efectuó los primeros cambios a su gabinete, removiendo a los ministros del Interior; de Economía, Fomento y Reconstrucción; y de Educación.
El 10 de diciembre de 2006, el general Augusto Pinochet falleció a causa de una descompensación en el Hospital Militar de Santiago de Chile. En uso de sus atribuciones exclusivas, Bachelet decidió que no se le efectuaría un funeral de Estado, como expresidente de la República, ni se decretaría duelo oficial. Sólo se le rindieron honores fúnebres como excomandante en jefe del Ejército, conforme a la ordenanza de esta institución. La presidenta no asistió personalmente a sus exequias, confiando la tarea a su ministra de Defensa, Vivianne Blanlot

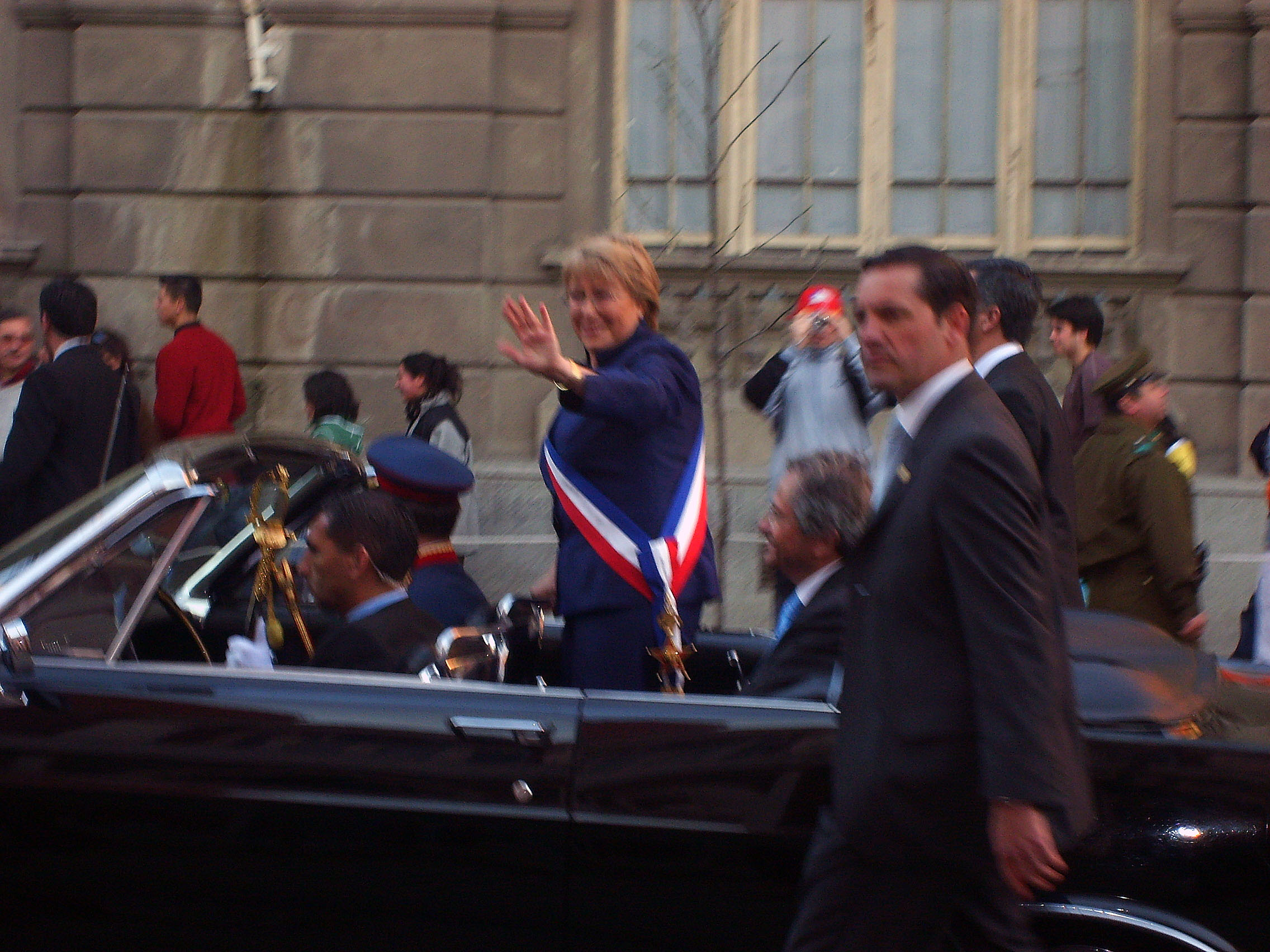
Michelle Bachelet recorriendo las calles de Santiago luego de la Parada Militar de 2007.

En agosto de 2007, el gobierno de Bachelet enfrentó una manifestación de parte de la Central Unitaria de Trabajadores (CUT), presidida por Arturo Martínez. Las causas de dicha manifestación fueron la inequidad de la repartición de la riqueza, el sueldo mínimo y la incapacidad del gobierno para cumplir las promesas presidenciales. Acudieron a dicha marcha unos 3000 manifestantes. Junto con esto, el apoyo popular a su mandato bajó a menos de un 40 %.

## Cambios en el gobierno
En diciembre de 2007, renuncia Ricardo Lagos Weber, ministro portavoz de la presidenta, aduciéndose en la prensa que era por motivos senatoriales. Fue reemplazado por Francisco Vidal. El 3 de enero de 2008, presenta su renuncia indeclinable el ministro del interior Belisario Velasco debido a que había percibido señales claras de que había perdido el respaldo de la presidenta desde la renuncia de Lagos Weber. La oposición interpreta esta renuncia como falta de gobernabilidad de la presidenta. Finalmente, el día 8 de enero la presidenta realiza un cambio de gabinete largamente anunciado.
Luego de terminado "el primer tiempo" como se le denominó a los primeros dos años de mandato de Bachelet, el gobierno intentó imprimirle un alto factor de desarrollo social al período 2008-2010. Según el secretario general de gobierno de la época, Francisco Vidal: "Este gobierno será recordado como impulsor de una transformación cultural profunda, por tratarse de una mujer Gobernante".

## Políticas de igualdad de género

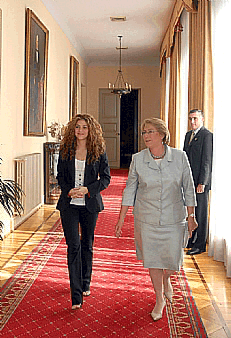
Michelle Bachelet con Shakira, en el 2007.

Durante el mes de octubre de 2010 se publica el Global Gender Gap Report del 2010, un informe anual realizado por el Foro Económico Mundial, que posiciona a Chile como una de las 10 naciones que más han mejorado en materia de igualdad de género en los últimos cuatro años; en efecto,  entre los 134 países incluidos en el reporte, Chile ocupa el lugar 48 en el estudio del 2010, lo que representa un avance de 30 puestos del 2006, cuando se ubicó en el puesto 78. Bajo este contexto, se puede señalar que durante su período de gobierno el porcentaje de cierre de la brecha de género -el índice principal del estudio– de Chile aumentó en un 8,6 % desde el primer informe en el 2006.

## Economía
Durante los primeros meses del gobierno de la presidenta Bachelet, la economía se mantuvo en buen estado, siguiendo el ritmo heredado del gobierno de Ricardo Lagos. Sin embargo, un hecho clave fue el explosivo crecimiento del valor del cobre, el principal producto de exportación del país, debido a la creciente demanda por parte de otros países (en especial de China).
En mayo de 2006, el valor de la libra superó los $3,5 dólares en la Bolsa de Metales de Londres, reportando más de US$6 mil millones de superávit fiscal hasta la fecha. A pesar de los altos recursos que ha obtenido el gobierno gracias al crecimiento del oro rojo, el gobierno ha decidido ahorrarlos, lo que provocó críticas incluso dentro de la misma alianza oficialista que proponen el gasto de los excedentes en obras sociales, como salud y educación; sin embargo, dicha prudencia en el ahorro de recursos permitió lanzar a principios de enero de 2009 (y ante los efectos de la crisis financiera internacional) un plan de estímulo fiscal nunca antes visto en el país, y que consideró recursos por más de US$4.000 millones, propendiendo a incrementar en un punto porcentual el crecimiento potencial de Chile para dicho año. Dich plan de estímulo incluyó 11 medidas: US$700 millones en un masivo plan de obras públicas; eliminación del impuesto de timbres y estampillas para todas las operaciones de crédito en 2009 y reducción de la tasa a la mitad en la primera mitad de 2010; aumento temporal de los beneficios del decreto ley 701 de incentivo a la forestación para fomentar el empleo en las regiones forestales; inversión de US$1000 millones en la cuprífera estatal CODELCO; reducción temporal de los pagos provisionales mensuales para las empresas; ampliación de la línea de financiamiento CORFO para el factoring bancario y no bancario; creación de una nueva línea CORFO para brindar garantía en la reprogramación de créditos; la entrega de un bono de $40 mil por carga familiar para beneficiarios del Subsidio Único Familiar en marzo, beneficiando a 3.5 millones de personas; la devolución anticipada del impuesto a la renta para personas naturales correspondiente al año tributario 2010; la creación de un subsidio al trabajo para incentivar el empleo formal para trabajadores de sueldos bajos entre 18 y 24 años y dos iniciativas para hacer más atractiva la capacitación en el actual escenario: reajuste del valor máximo subsidiado por la franquicia tributaria del SENCE para cursos en Centros de Formación Técnica acreditados y la posibilidad de descontar el gasto mensual en capacitación vía franquicia del PPM de las empresas.
Las medidas de austeridad Fiscal implementadas pre-crisis permitieron realizar este esfuerzo (los ahorros alcanzaron los US$ 42 mil millones en el período 2004-2008), que fue constatado por la OCDE en su pronunciamiento de aceptación de ingreso del país a dicho organismo:

«(...) hubo espacio para un estímulo macroeconómico decisivo gracias a la buena política monetaria y la prudente política fiscal durante los años del boom».
OCDE en su pronunciamiento de aceptación de Chile a la OCDE, enero de 2010

Por otro lado, con el  terremoto ocurrido en febrero de 2010 se pudo constatar nuevamente lo relevante que fue la política de austeridad, contando con niveles de ahorro lo suficientemente altos para hacer frente a las tareas de reconstrucción, y con niveles de deuda pública históricamente bajas gracias a los prepagos realizados durante el Gobierno de Bachelet (existió un incremento en la posición acreedora neta del Gobierno Central de 0,1 % a 7,0 % del PIB entre diciembre de 2005 y diciembre de 2006; 7,0% a 13,7% del PIB entre diciembre de 2006 y diciembre de 2007; y de 13,7 % a 20,4 % del PIB entre diciembre de 2007 y diciembre de 2008); de hecho, la Clasificadora Internacional Moody's indicó que:

«(...) la sólida posición fiscal y financiera de Chile sustenta la capacidad del país para enfrentar este choque».
Clasificadora de riesgo Moody's días después del terremoto de febrero de 2010 en Chile

Otro de los efectos del manejo económico de Bachelet ha sido la tendencia al alza de las remuneraciones reales de la población activa (medido a través del Índice General Real de Remuneraciones por Hora del INE), presentándose un incremento de 3 % en 2006, 0,5 % en 2007, 1,3 % en 2008 y 6,4 % en 2009.
Respecto a los niveles de inflación, durante el año 2006 esta alcanzó un 2,6 %, en 2007 a un 7,8 %, en 2008 un 7,1 % y en 2009 una inflación negativa de -1,4 %. Como promedio durante 2006-2009, la inflación ascendió a 4,025 %, cifra inferior a países vecinos como Uruguay (7,49 %), Colombia (4,96 %), Venezuela (23,88 %), Brasil (4,45 %), Argentina (8,3 %) y México (4,48 %), entre otros.

## Políticas medioambientales
A nivel de políticas medioambientales, no existe consenso respecto al papel que jugó su gobierno, a pesar de contar con un Ministerio del Ambiente recién instalado; sin embargo, de acuerdo a un sondeo piloto realizado por la OCDE a través de la estimación del Environmental Performance Index, a 2008 Chile ocupaba el lugar 29 dentro de sus asociados, mientras que al finalizar su gobierno, dicho índice permitió situar a Chile en el lugar 16. Al respecto, a nivel de políticas públicas, se puede señalar que se formuló un Plan de Acción Nacional de Cambio Climático 2008-2012, que básicamente se estableció sobre modelos y predicciones de cambios en las temperaturas medias para el periodo comprendido entre 1980 y 1999.
Algunos sectores, destacaron durante su gobierno la necesidad de afrontar el tema de la Matriz energética. Así, durante su gobierno se realizaron modificaciones legales al mercado de generación eléctrico en Chile, mediante las leyes N.º 19.940 y Nº20.018, que intentan incentivar el desarrollo de proyectos de generación de energía a partir de fuentes renovables no convencionales (ERNC) tales como la eólica, solar, mareomotriz, geotermia, biomasa, entre otras, buscándose que este tipo de energías acaparen el 5% de la generación eléctrica del país al año 2015.
Por otro lado, durante su Gobierno se decidió la construcción de la segunda planta de gas natural licuado (GNL) del país -la primera ya se construye en Quintero- como una forma de afianzar el abastecimiento del suministro a la zona, a través de la empresa estatal Codelco.
Adicionalmente, se realizaron estudios para evaluar la incursión de Chile en la Energía Nuclear, indicando diversos estudios que:

«(...) La evolución proyectada del sector energético mundial y nacional indica que Chile -en los escenarios más probables- requerirá de energía nuclear a mediados de la década de 2020, para apoyar el cumplimiento de sus objetivos de eficiencia económica, seguridad de abastecimiento y precios, así como de sustentabilidad ambiental».
Extracto del dossier entregado al nuevo gobierno de Sebastián Piñera por el Ministro de energía Marcelo Tokman, respecto a los 15 estudios realizados para evaluar la factibilidad de Energía Nuclear en Chile

Un tema poco tocado en donde se ve completamente involucrada es en las gestiones conjuntas entre el Gobierno de Chile y la empresa Norteamericana AES Gener, que salieron a la luz por la filtración de correos wiki leaks, donde se revelaron una serie de documentos que involucraban a su ministro Perez Yoma, en una reunión cerrada  con altos ejecutivos de dicha empresa y el embajador de Estados Unidos en Chile...
https://www.ciperchile.cl/2011/03/01/las-gestiones-conjuntas-de-los-gobiernos-de-chile-y-ee-uu-para-salvar-a-termoelectrica-de-aes-gener/
La gestión de Hacienda durante el periodo de Andrés Velasco como ministro, ha sido bastante parecida a la mantenida por Nicolás Eyzaguirre durante el gobierno anterior, con la diferencia que el gobierno de Bachelet ha hecho uso de las abultadas arcas del Fisco para construir en el 2007 el presupuesto más alto de la historia del país, manteniendo sin embargo un alto superávit estructural.

## Energía
Se independizó el Ministerio de Energía separandose del Ministerio de Minería a través de la Ley N.º 20.402, Sus funciones son elaborar y coordinar los planes, políticas y normas para el buen funcionamiento y desarrollo del sector, velar por su cumplimiento y asesorar al gobierno en todas aquellas materias relacionadas con la energía.

## Caso Tsunami
Faltando 13 días para el término del primer gobierno de Michelle Bachelet, el 27 de febrero de 2010 se produjo un fuerte terremoto y posterior tsunami que azotaron el centro y sur del país. Ante esto, las autoridades gubernamentales no dieron la alerta de tsunami correspondientes desde la ONEMI y el SHOA. Pasadas las 05:00, hora local, del 27 de febrero, Bachelet descartó la eventualidad de que se produjera un tsunami, tras la información que le dieron las autoridades especializadas. Los marinos del SHOA mantuvieron la cancelación de la alarma de tsunami pese a que la oceanógrafa de turno les advirtió del peligro de "olas destructivas".
Funcionarios de la Onemi supieron que una ola había devastado Juan Fernández y no dieron aviso. En las siguientes horas dos enormes olas mataron a 36 personas.
Posteriormente, dos querellas fueron presentadas para buscar determinar quiénes fueron los responsables de no dar la alerta de tsunami. El error costó la vida de 20 personas en Dichato. Seis funcionarios fueron considerados responsables. Se apuntó también a la responsabilidad de Michelle Bachelet.

## Relaciones internacionales

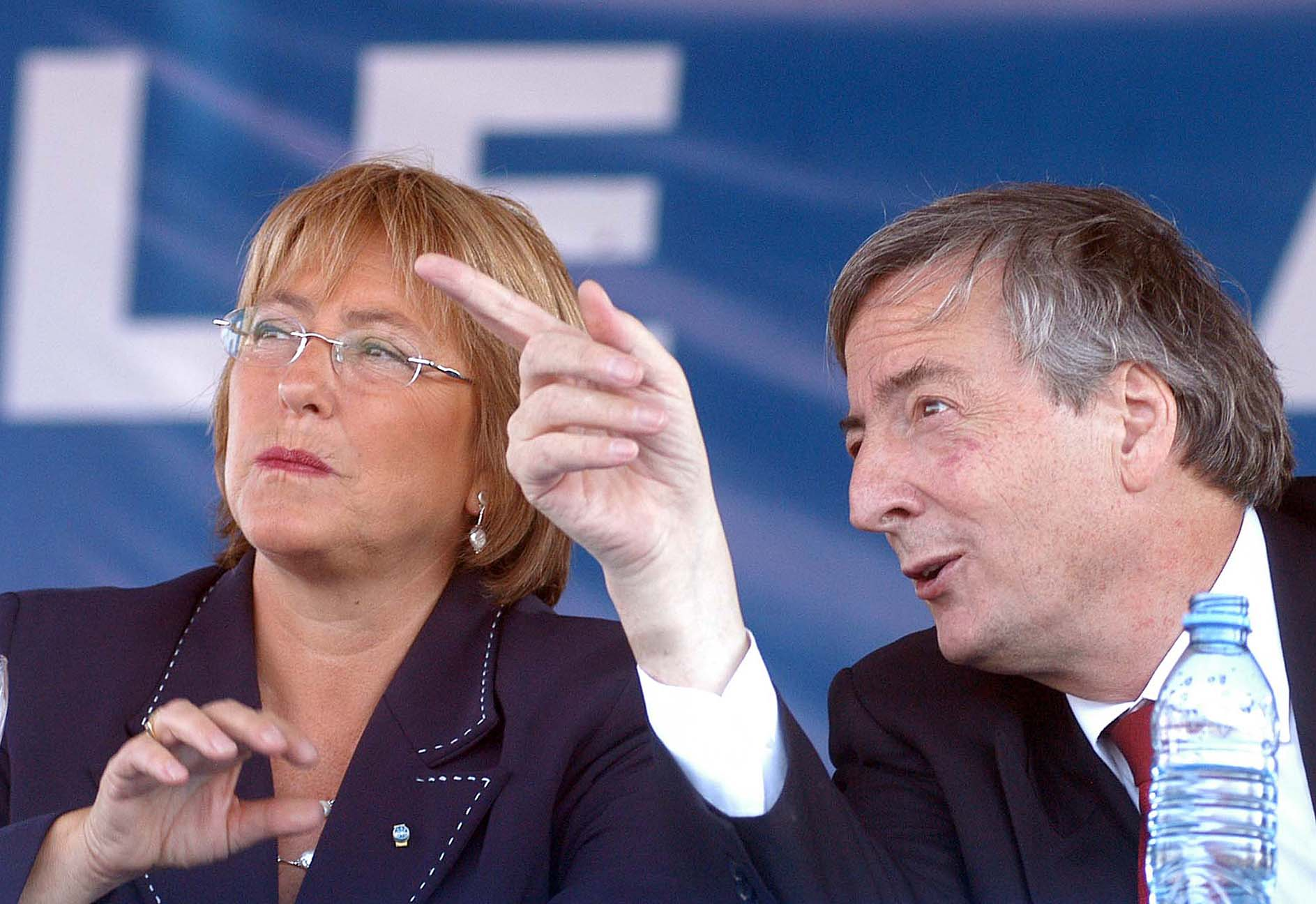
Michelle Bachelet junto a Néstor Kirchner en su primer viaje oficial al extranjero.

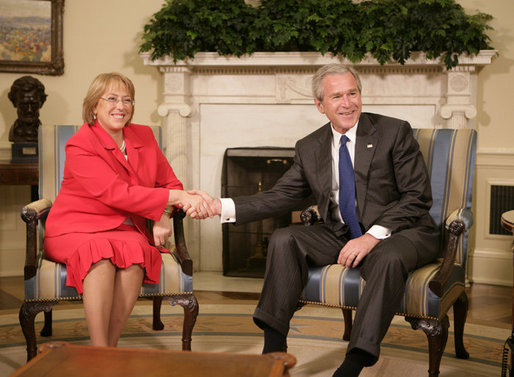
Michelle Bachelet junto a George W. Bush en la Casa Blanca.

Su primer viaje oficial al extranjero en calidad de jefe de Estado lo realizó a Argentina y a Uruguay, llegando al primer país el 21 de marzo donde se reunió con su par argentino Néstor Kirchner, con quien firmó un acuerdo estratégico que tiene como puntos fundamentales fomentar la cooperación mutua en materia energética y en la construcción de obras de infraestructura que mejoren los vínculos entre las dos naciones, como la licitación internacional del Tren Trasandino.
El gobierno de Bachelet intentó en un comienzo realizar gestos de cercanía a los países latinoamericanos, luego de las críticas durante la administración Lagos de preocuparse excesivamente de crear lazos con otros continentes a costa de perder los que existían en la región. Mientras la relación con Argentina parecía cercana por la afinidad entre los mandatarios de ambos países, la relación con el gobierno boliviano de Evo Morales alcanzaba importantes puntos de acuerdo los que incluyeron la creación de una mesa de diálogo entre ambos países. Sin embargo, los rumores de que el gobierno de Michelle Bachelet aceptaría iniciar conversaciones sobre la exigencia boliviana acerca de una salida al mar tal como lo había anunciado Morales fueron rechazados por el Canciller Alejandro Foxley quien reafirmó la postura tradicional de la política exterior chilena, esto es, que no se pondría en duda la inviolabilidad de los tratados, y más específicamente, el de Paz y Amistad entre Chile y Bolivia en 1904.
La presidenta Michelle Bachelet realizó su primer viaje oficial a Europa de la mano con la "Cumbre Unión Europea - Latinoamérica y el Caribe" que se realizó en Viena desde el día 12 de mayo de 2006. Con anterioridad, la presidenta había realizado una visita de estado a España, firmando un protocolo de alianza con el presidente José Luis Rodríguez Zapatero y siendo recibida oficialmente por el Rey Juan Carlos I. Posteriormente, visitó a las tropas de paz del Ejército ubicadas en Bosnia-Herzegovina.
El 8 de junio, Bachelet realizó su primera gira hacia los Estados Unidos mientras se rumoreaban presiones por parte de George W. Bush para que Chile votase en contra de Venezuela en su postulación al Consejo de Seguridad de las Naciones Unidas, pero luego fue desmentido. Aunque Bachelet mantenía en suspenso la decisión sobre el voto a Venezuela, diversos miembros del gobierno como el embajador en Caracas Claudio Huepe y la ministra de Defensa Vivianne Blanlot, se mostraron favorables a la aprobación de la candidatura. Otro punto de divergencia ha sido la decisión de la ratificación del Tribunal Penal Internacional, a pesar del fuerte rechazo del gobierno estadounidense a dicha normativa.
A pesar del buen inicio que tuvieron las relaciones con Argentina, a mediados de año, éstas se empantanaron a raíz del conflicto gasífero. El gobierno argentino decidió aumentar el valor del gas natural que exporta a Chile, como consecuencia de un incremento en el gas boliviano que llega a Argentina, mientras Bolivia mantiene su postura de no vender gas a Chile. Mientras se intentaba llegar a un acuerdo con Argentina para que los precios del gas no se dispararan, el gobierno trasandino estableció una quita del subsidio a los combustibles para los extranjeros, lo que afecta a muchos chilenos que cruzan la frontera para comprar gasolina argentina a la mitad del precio que pagan en su país. Aunque finalmente la administración Kirchner eliminó dicha normativa para las provincias de Neuquén, Río Negro y Mendoza, gran parte del espectro político exigió que la presidenta Bachelet manifestara el rechazo del gobierno chileno a este tipo de decisiones. Este evento surge en un momento en que los índices de popularidad y satisfacción del gobierno de Bachelet están en niveles bajos. Las relaciones entre ambos países se tensaron aún más cuando a fines de julio de 2006, el precio del gas fue definido en US$4,8 por millón de BTU a pesar de que días antes el ministro argentino de Planificación Julio de Vido había prometido que este no superaría los 4 dólares por millón de BTU. Bachelet posteriormente envió una misiva al presidente Kirchner manifestando su decepción por las actitudes de su gobierno.
Bachelet, junto a otros mandatarios, estuvo presente en la asunción de mando del presidente peruano Alan García, a quien acompañó como invitada de honor en el desfile y parada militar por fiestas patrias. Se considera esto como un gesto de estrechamiento de relaciones y búsqueda de un camino común entre Perú y Chile. La relación de Chile con los países sudamericanos es débil, debido a su política exterior de los últimos años. Establecer vínculos sólidos en la región será uno de los principales objetivos de la administración Bachelet.
En el mes de noviembre de 2006, Bachelet viajó a Vietnam para asistir a la Cumbre de los países miembros de la APEC, siendo su primera visita a este tipo de encuentros. Luego de ese viaje, el 20 de noviembre, viaja a una visita de Estado a Nueva Zelanda, donde se informó más sobre el estado económico de la nación oceánica y las oportunidades de Chile de alcanzar un éxito similar al de Wellington.
En el mes de marzo de 2007, Bachelet asistió a la reunión del BID, en la ciudad de Guatemala, en la que además se le otorgó un doctorado honoris causa por la Universidad de San Carlos de Guatemala, el centro de estudios universitarios más antiguo y grande de Centroamérica.
En el mes de mayo de 2008, Michelle Bachelet asumió la presidencia pro tempore de la Unión de Naciones Sudamericanas (UNASUR), bloque continental recién conformado.
El día 23 de julio de 2009, recibió la "Orden del Honor al Mérito del Fútbol Sudamericano", en el grado de "Gran Collar Extraordinario". Esta distinción marcará la historia del fútbol sudamericano, pues es la primera vez que una mujer recibe un reconocimiento de la Confederación Sudamericana de Fútbol en sus 93 años de vida institucional.
El 26 de febrero de 2010 fue nombrada dama del collar de la Orden de Isabel la Católica.
El 17 de mayo de 2010 se le otorgó el título de Doctora Honoris Causa por la Universitat Pompeu Fabra de Barcelona, por "su labor en la defensa de los derechos humanos en el ejercicio de la máxima autoridad política de Chile, y por haber impulsado políticas de reparación histórica y de reconciliación y de mejora de los niveles de justicia social, con especial atención a la población femenina"
A mediados de 2010 en tanto, diversos medios internacionales especulan respecto a sus altas probabilidades para convertirse en vicesecretaria general de la ONU al presidir la Entidad para la Igualdad de Género y la Promoción de la Mujer de Naciones Unidas o también denominada ONU Mujeres, una nueva "superagencia" que se estima convertir en uno de los principales órganos de la ONU, contando con un presupuesto de US$1000 millones.

## Niveles de aprobación y desaprobación

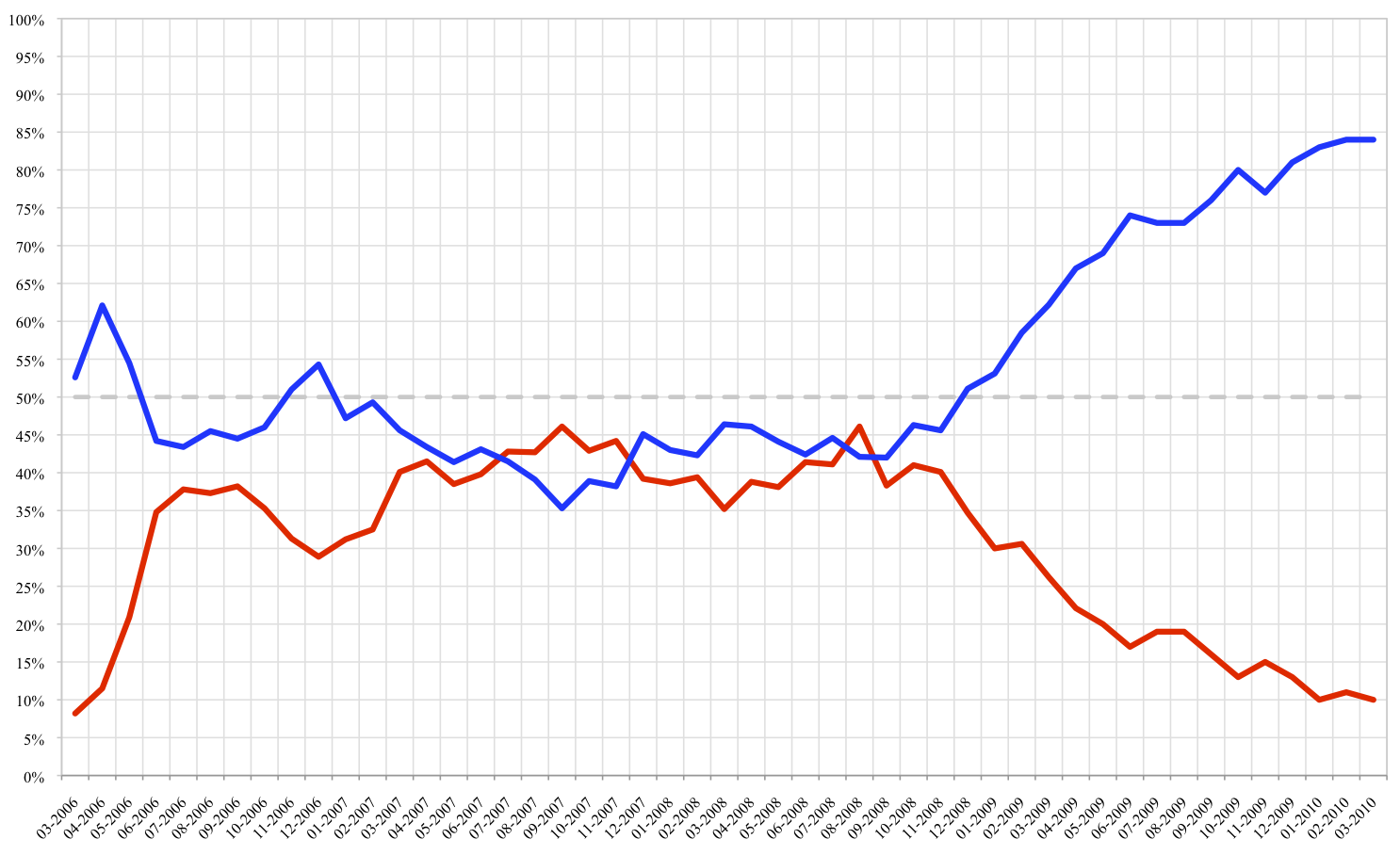
Encuestas de evaluación del gobierno de Michelle Bachelet.

El inicio del gobierno de Bachelet empezó con gran apoyo de la ciudadanía, superior al 60 % de acuerdo a algunos estudios de opinión.
A fines del mes de junio, nuevas encuestas reflejaron una brusca caída en la popularidad gubernamental, alcanzando el 44,2 % de aprobación, la cifra más baja en el mismo período con respecto a los tres gobiernos previos de la Concertación, y que se asociaron principalmente a los efectos del Movimiento estudiantil.
El 11 de enero de 2007, se publica la encuesta Adimark para el mes de diciembre de 2006, dónde la mandataria recibe un 54,3 % de aprobación a su gestión. La Alianza por Chile y la Concertación reciben una similar cifra de baja aprobación y alta desaprobación. El día 30 de marzo se entrega similar encuesta correspondiente a marzo que indica que la aprobación de Bachelet cayó 6 puntos, llegando al 45,6 %. El factor de la baja sería el plan Transantiago. En julio de 2007, por primera vez el porcentaje de rechazo (42,8 %) superó al de aceptación (41,5 %), y en agosto del mismo año, la cifra de aprobación cayó hasta el 39,1 %, contra un 42,7 % de rechazo. En el gobierno, declararon que estas cifras eran una "luz roja" para ellos.
A junio de 2009, una nueva encuesta Adimark indica que la aprobación a su gestión alcanza un 74%, el máximo de su mandato hasta esa fecha y también el máximo de cualquier presidente en las Américas; en efecto, el presidente Obama quien la sigue, de acuerdo a Gallup para el mismo mes obtiene un 64 % de aprobación; en este contexto, la presidenta "ha sido catapultada como un referente de la socialdemocracia a nivel mundial desde que, a los pocos días de tomar el poder en Chile, emprendió una serie de políticas sociales para desarrollar los derechos sanitarios y sociales" que ha redundado en cifras de popularidad nunca antes vistas".
Al mes de octubre de 2009, un nuevo informe de la Encuesta Adimark marca un 80 % de aprobación, mostrando además que un 95 % de los entrevistados considera que Bachelet es "querida" por los chilenos, en tanto un 94% la considera "respetada", mientras que un 82 % destacó su capacidad de "liderazgo”, estos resultados transformaron a la presidenta en uno de los mandatarios mejor evaluados de la América, siendo su aprobación muy alta en todos los segmentos de la población, pero aún mayor entre las mujeres (85 %) que entre los hombres (76 %), y entre las personas relativamente más pobres (83 %).
El 8 de enero de 2010 se dan a conocer los resultados de un sondeo realizado por Adimark a más de 1100 personas, el cual le entrega un histórico 81 % de aprobación a la presidenta, 4 % más que en noviembre de 2009. Además su desaprobación bajo a 13 % y su gobierno es aprobado por un 65 % de los encuestados.
Finalmente el 9 de marzo de 2010 antes dejar su cargo de Presidente de la República se dio a conocer la última encuesta Adimark, la cual deja a Michelle Bachelet con un 84 % de aprobación y respaldo ciudadano, siendo esta cifra la más alta registrada por un jefe de Estado en el país al momento de dejar el cargo; por otro lado, en abril de 2010 se entregan los resultados del Estudio de Opinión Pública de Ipsos, que arrojó un 88,5 % de aprobación para la labor que Michelle Bachelet realizó como presidenta de Chile.